# Kirche des Heiligen Apostels Jakobus (Jonava)

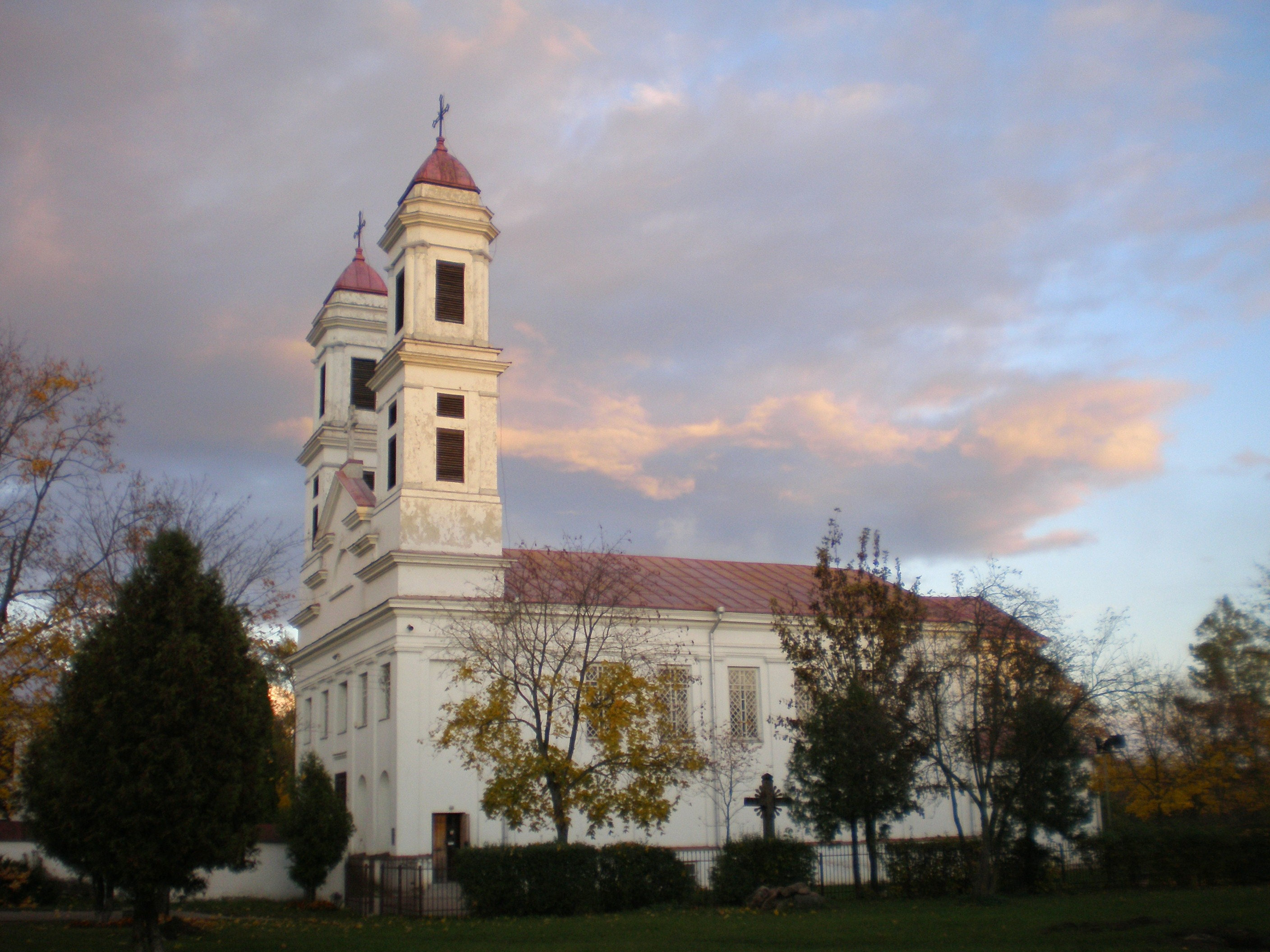
Die Kirche

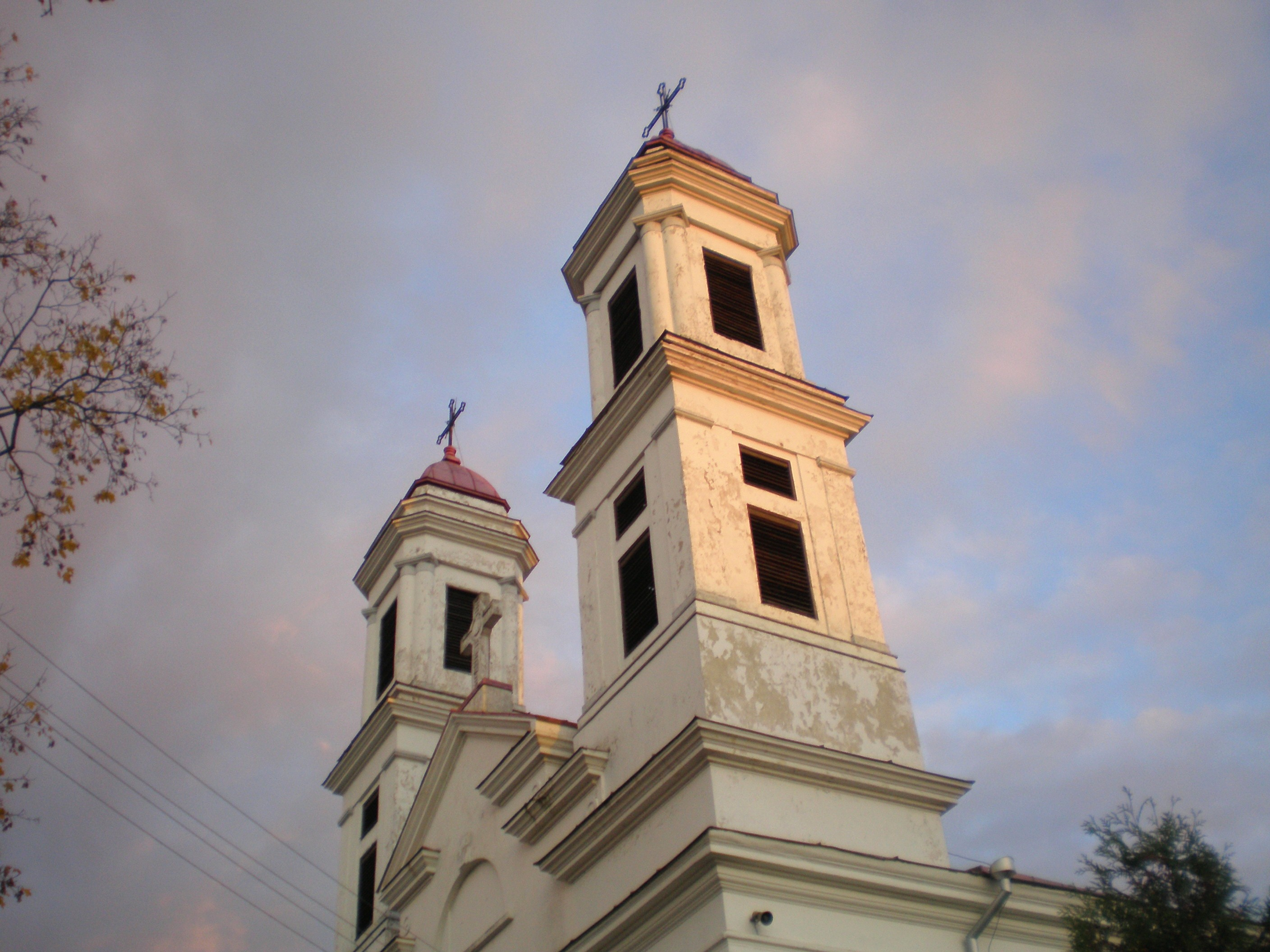
Kirchtürme

Kirche des Heiligen Apostels Jakobus (lit. Jonavos Šv. apaštalo Jokūbo bažnyčia) ist eine katholische klassizistische Kirche in Jonava (Bezirk Kaunas), am rechten Ufer der Neris, gebaut 1793. Der Gründer war Joseph Kasimir Kossakowski (1738–1794), Bischof von Livonien.
Adresse: Vilniaus Str. 13, neben dem Kloster Jonava (Vilniaus Str. 11).

## Geschichte
1750 wurde die hölzerne Kirche in Jonava von Marija Kosakovskienė (Zabielaitė) (1711–1776) gebaut, die aber später verbrannte. Etwa um 1775 wurde das Marianer-Kloster gegründet. Bis 1782 gründeten die Marianer eine Gemeindeschule. Statt Marianer wurden die Trinitarier in Jonava 1791 eingeladen.
Von 1791 bis 1793 wurde die Kirche und das Kloster erbaut sowie erweitert (vermutlich, nach dem Entwurf des litauischen Architekten Laurynas Gucevičius). Die Kirche bekam drei Schiffe.
1830 predigte man in der Kirche meistens Polnisch und manchmal auch Litauisch. 1827 wurden die Trinitarier aus Jonava von der Regierung vertrieben. 1832 wurde das Kloster formal geschlossen. Im Kloster ließen sich die Soldaten bis 1894 nieder. 
Nach dem großen Brand 1904 im Städtchen Jonava, der auch die Kirche gefährdete, wurde 1908 das Klostergebäude an die Kirchengemeinde verkauft. 1905 gab es jeden 2. Sonntag auch die litauische Messe.
Von 1922 an war Petras Vaitiekūnas (1891–1946), Lizenziat des kanonischen Rechts, Pfarrer der Gemeinde. Er wurde später zum Bürgermeister von Jonava (1937–1940) gewählt.

## Mausoleum

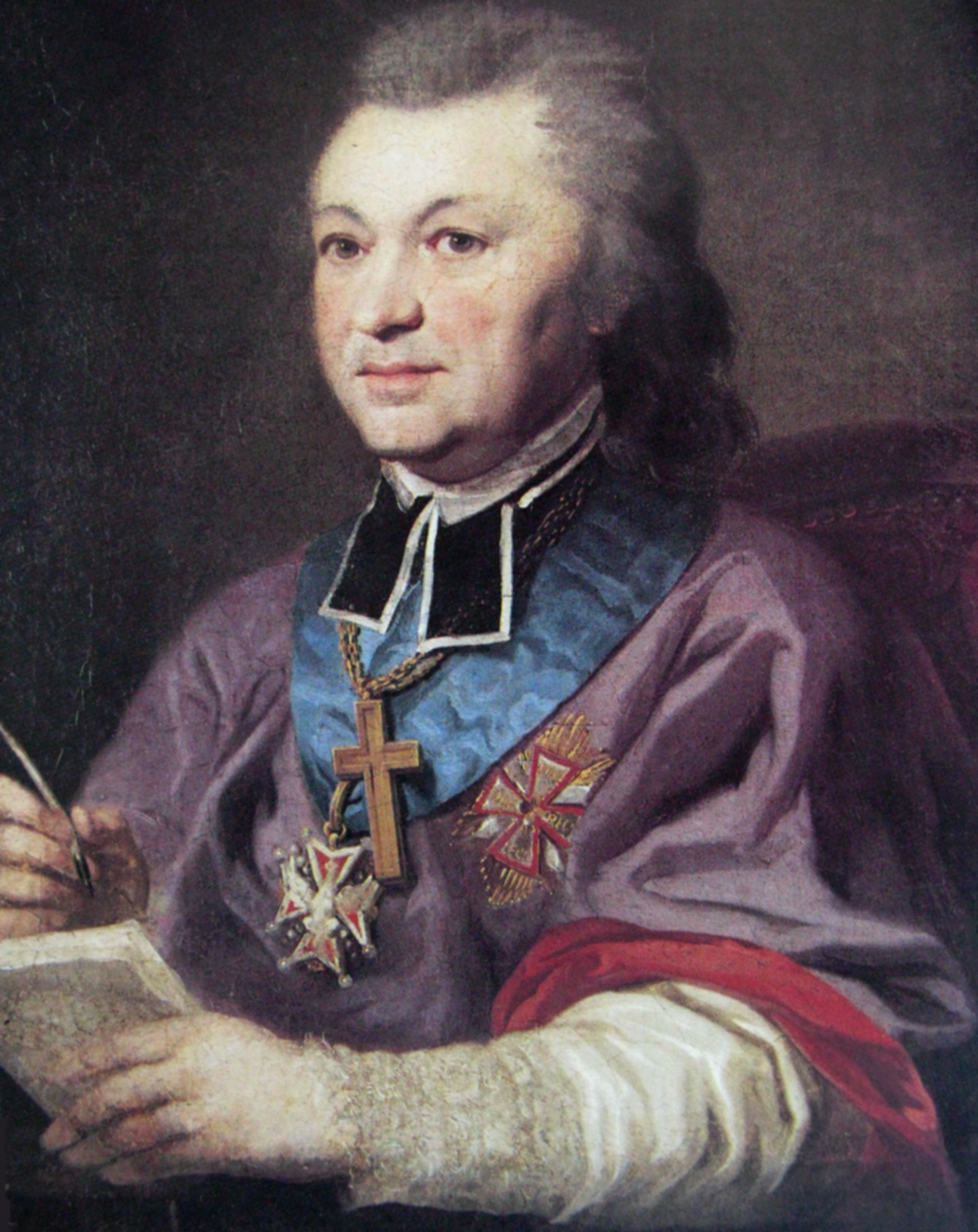
Bischof Joseph Kasimir Kossakowski

Im Untergeschoss der Kirche sind u. a. beigesetzt:
- Joseph Kasimir Kossakowski (1738–1794), Bischof von Livonien und Koadjutor von Vilnius, Gründer der St. Apostel-Jacobus-Kirche in Jonava, Dichter, Dramatiker, Übersetzer und Teilnehmer der Konföderation von Bar und Konföderation von Targowica
- Simon Kossakowski (1741–1794), der letzte litauischer Großhetman, Generalleutnant im Dienste des zaristischen Russlands, Anhänger der Konföderation von Bar und der Konföderation von Targowica
- Joseph Korwin-Kossakowski (1772–1842), ein litauischer General, Adjutant von Napoleon, Offizier der französischen Armee und Anhänger von Tadeusz Kościuszko während der polnisch-litauischen Aufstände im 19. Jahrhundert